# Tisztatér

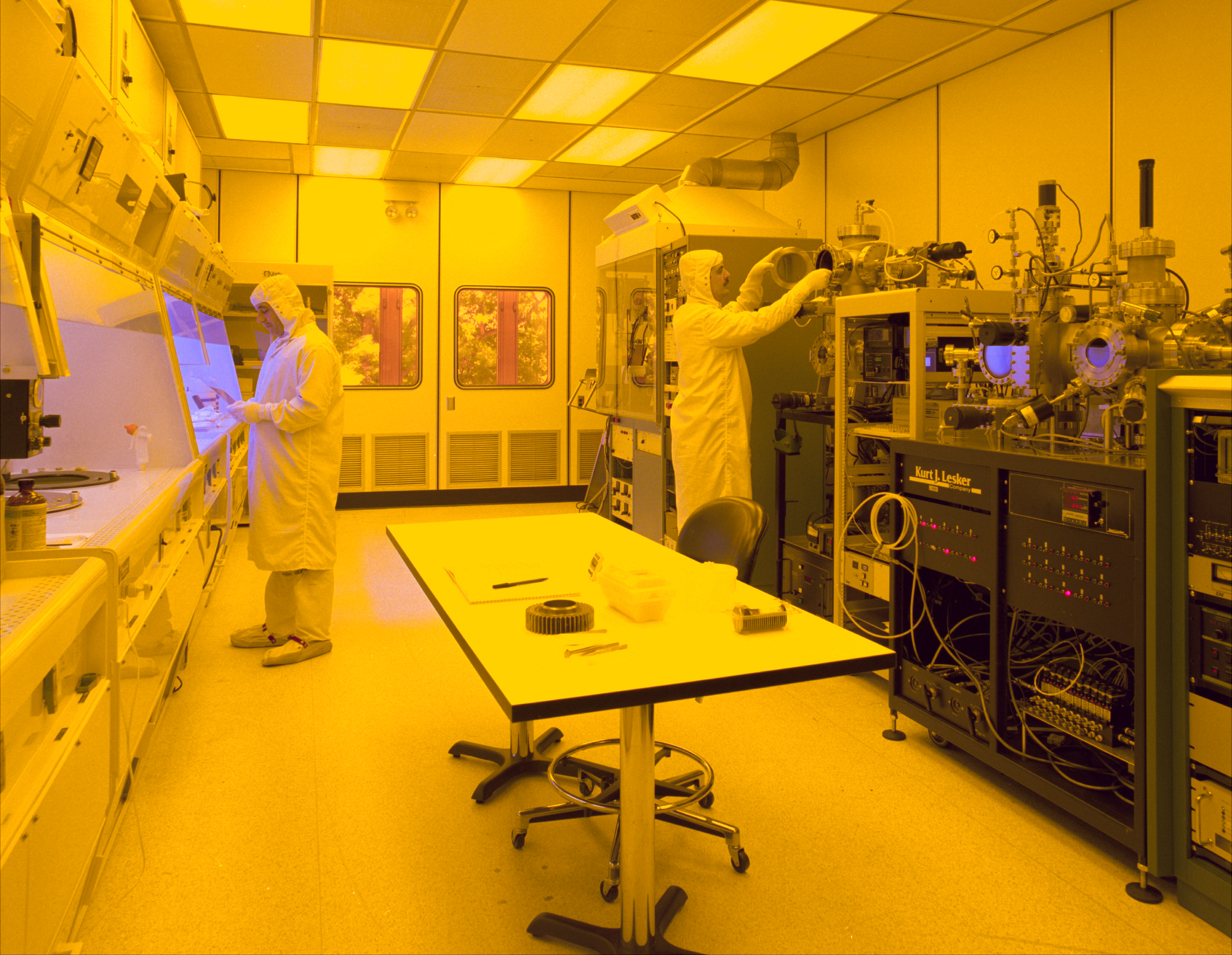
Tisztateres laboratórium

A tisztatér egy üzemi vagy laboratóriumi terület, melyen légkeringető berendezésekkel alacsony részecskekoncentrációjú környezetet tartanak fenn. A tisztatereket olyan gyártási eljárásoknál, és vizsgálati módszereknél alkalmazzák, melyeknél problémát jelenthetnének a levegőben szálló porszemek, mikrobák, aeroszol részecskék és különféle gázok. A légtisztítás mellett a legtöbb tisztatérben a hőmérsékletet és a páratartalmat is szűk határok között tartják, ha a végzett tevékenység reprodukálhatóságára vonatkozó feltételek ezt megkívánják.
Mivel a levegőben található szennyezők teljesen sosem távolíthatók el, ezért a tisztatereket adott alkalmazásnak megfelelően méretezik, tisztasági szintjük az adott alkalmazáshoz igazodik. Ennek megfelelően szabványkategóriákban rögzítik, hogy mely tisztasági szinten milyen szennyezési koncentrációk a megengedettek.
Összevetésképpen, egy városi közterületen a porkoncentráció elérheti köbméterenkénti 300-400 milliót, míg egy ISO 1 besorolású tisztatérben a 0,1 μm-nél nem nagyobb részecskék maximális, átlagos megengedett száma csupán köbméterenként 10 darab.

## Technikai elemei

### Tisztítóberendezések
A tisztaság fenntartása érdekében szükség van a levegő folyamatos tisztítására, illetve a szennyeződések behordásának megelőzésére. A tisztatér fontos eleme a légkeringető rendszer, mely elszívja és tisztítva visszajuttatja a tér levegőjét. A folyamatos légkörzésnek köszönhetően a por kevésbé hajlamos megülni a felületeken. A termekben gyakran lyukacsos padlón át történik az elszívás, a befúvást pedig a mennyezeten elhelyezett HEPA- vagy ULPA-szűrőkön át végzik.
A tisztasági fokozat tisztatéren belül különböző helyeken eltérő lehet. Az igen nagy tisztaságot igénylő feladatokat olykor külön elszívással rendelkező vegyifülkében hajtják végre.

### Ruházat és felszerelések
A szennyezés egyik forrása maga a személyzet, aki a tisztatérben található berendezéseket üzemelteti, így általában személyes védőruházat szükséges. A tisztatéri cipő és köpeny általános minimum, de a legtöbb üzembe csak teljes testet fedő öltözetben lehet belépni. Gyakori a védőkesztyű, az arcmaszk, a hajháló alkalmazása. Az öltözet egy része egyszer használható, más része használat után speciális eljárással tisztítható.
A belépés szabályait az egyes tisztatéri üzemekben úgy határozzák meg, hogy a szennyezés az adott tisztasági szintnek megfelelve a lehető legkisebb legyen. Gyakran zsilipkapukat alkalmaznak, melyek között a belépők ruházatát légbefúvással portalanítják.

## Tisztasági besorolások és szabványok
A tisztaterek jellemzésére leggyakrabban az ISO-14644 és ISO-14698 szabványok által javasolt kategóriákat alkalmazzák, de különféle amerikai és európai szabványok is léteznek.

### ISO 14644-1 szabvány
A civil hátterű ISO szabványügyi szervezet ajánlása a legelterjedtebb, ma is érvényben levő osztályozás.
| Tisztasági osztály | Maximum részecske db/m3 | Maximum részecske db/m3 | Maximum részecske db/m3 | Maximum részecske db/m3 | Maximum részecske db/m3 | Maximum részecske db/m3 | Amerikai FED STD 209E szabványbeli megfelelője |
| Tisztasági osztály | ≥ 0,1 µm                | ≥ 0,2 µm                | ≥ 0,3 µm                | ≥ 0,5 µm                | ≥ 1 µm                  | ≥ 5 µm                  | Amerikai FED STD 209E szabványbeli megfelelője |
| ------------------ | ----------------------- | ----------------------- | ----------------------- | ----------------------- | ----------------------- | ----------------------- | ---------------------------------------------- |
| ISO 1              | 10                      | [ m 3 ]                 | [ m 3 ]                 | [ m 3 ]                 | [ m 3 ]                 | [ m 4 ]                 |                                                |
| ISO 2              | 100                     | 24                      | 10                      | [ m 3 ]                 | [ m 3 ]                 | [ m 4 ]                 |                                                |
| ISO 3              | 1000                    | 237                     | 102                     | 35                      | [ m 3 ]                 | [ m 4 ]                 | 1                                              |
| ISO 4              | 10000                   | 2370                    | 1020                    | 352                     | 83                      | [ m 4 ]                 | 10                                             |
| ISO 5              | 100000                  | 23700                   | 10200                   | 3520                    | 832                     | [ m 2 ] [ m 4 ]         | 100                                            |
| ISO 6              | 1000000                 | 237000                  | 102000                  | 35200                   | 8320                    | 293                     | 1000                                           |
| ISO 7              | [ m 5 ]                 | [ m 5 ]                 | [ m 5 ]                 | 352000                  | 83200                   | 2930                    | 10000                                          |
| ISO 8              | [ m 5 ]                 | [ m 5 ]                 | [ m 5 ]                 | 3520000                 | 832000                  | 29300                   | 100000                                         |
| ISO 9              | [ m 5 ]                 | [ m 5 ]                 | [ m 5 ]                 | 35200000                | 8320000                 | 293000                  | Room air (szobalevegő)                         |
| 1. 2. 3. 4. 5.     |                         |                         |                         |                         |                         |                         |                                                |

### Amerikai szabvány
Az US FED STD 209E az Egyesült Államok tisztatéri szabványa. Bár a szabványt 2001-ben hivatalosan is visszavonták azonban a gyakorlatban egyes helyeken még mindig használatban van.
| Tisztasági osztály | Maximum részecske/láb3 | Maximum részecske/láb3 | Maximum részecske/láb3 | Maximum részecske/láb3 | Maximum részecske/láb3 | ISO megfelelője |
| Tisztasági osztály | ≥ 0,1 µm               | ≥ 0,2 µm               | ≥ 0,3 µm               | ≥ 0,5 µm               | ≥ 5 µm                 | ISO megfelelője |
| ------------------ | ---------------------- | ---------------------- | ---------------------- | ---------------------- | ---------------------- | --------------- |
| 1                  | 35                     | 7,5                    | 3                      | 1                      | 0,007                  | ISO 3           |
| 10                 | 350                    | 75                     | 30                     | 10                     | 0,07                   | ISO 4           |
| 100                | 3,500                  | 750                    | 300                    | 100                    | 0,7                    | ISO 5           |
| 1000               | 35000                  | 7500                   | 3000                   | 1000                   | 7                      | ISO 6           |
| 10000              | 350000                 | 75000                  | 30000                  | 10000                  | 70                     | ISO 7           |
| 100000             | 3,5·106                | 750000                 | 300000                 | 100000                 | 700                    | ISO 8           |

### Brit szabvány
A BS 5295 a brit tisztatéri szabvány. BS 5295 1-es osztálya továbbá előírja, hogy a kategóriájába eső tisztaterekben bármely mintában a legnagyobb részecske sem haladhatja meg az 5 μm-t. A szabvány helyét 2007-ben az ISO szabványának megfelelő "BS EN ISO 14644-6:2007" vette át.
| Tisztasági osztály | Maximum részecske/m3 | Maximum részecske/m3 | Maximum részecske/m3 | Maximum részecske/m3 | Maximum részecske/m3 |
| Tisztasági osztály | ≥ 0,5 µm             | ≥ 1 µm               | ≥ 5 µm               | ≥ 10 µm              | ≥ 25 µm              |
| ------------------ | -------------------- | -------------------- | -------------------- | -------------------- | -------------------- |
| 1                  | 3000                 |                      | 0                    | 0                    | 0                    |
| 2                  | 300000               |                      | 2000                 | 30                   |                      |
| 3                  |                      | 1000000              | 20000                | 4000                 | 300                  |
| 4                  |                      |                      | 200000               | 40000                | 4000                 |

### Az EU GMP tisztatéri besorolása
Az EU Good Manufacturing Practice irányelvei az ipari szabványoknál némileg szigorúbbak, és külön definiálják a működés közbeni és nyugalmi megengedett koncentrációk határértékeit.
| Tisztasági osztály | Maximum részecske/m3 | Maximum részecske/m3 | Maximum részecske/m3 | Maximum részecske/m3 |
| Tisztasági osztály | Nyugalomban          | Nyugalomban          | Működésben           | Működésben           |
| Tisztasági osztály | 0,5 µm               | 5 µm                 | 0,5 µm               | 5 µm                 |
| ------------------ | -------------------- | -------------------- | -------------------- | -------------------- |
| A                  | 3520                 | 20                   | 3520                 | 20                   |
| B                  | 35200                | 29                   | 352000               | 2900                 |
| C                  | 352000               | 2900                 | 3520000              | 29000                |
| D                  | 3520000              | 29000                | (nincs megadva)      | (nincs megadva)      |

## Alkalmazásai
A tisztatéri technológiák jellemző alkalmazási területei: gyógyszeripar, biotechnológia, mikrotechnológia, nanotechnológia, optikai ipar, élelmiszeripar, orvostechnikai eszközök gyártása, illetve kórházak. A kutató- és fejlesztőlaboratóriumok jellemzően magasabb tisztaságú terek, míg a gyártásban a nagyobb tisztatéri csarnokokra a kisebb tisztasági szint a jellemző. Ha azt nézzük, hogy mely alkalmazásban építették a legnagyobb területű tisztatéri üzemeket, kiemelendő a kijelzőipar és a félvezetőipar.

## Fordítás
Ez a szócikk részben vagy egészben  a   Cleanroom című angol Wikipédia-szócikk Cleanroom classifications című fejezete ezen változatának fordításán alapul.  Az eredeti cikk szerkesztőit annak laptörténete sorolja fel. Ez a jelzés csupán a megfogalmazás eredetét és a szerzői jogokat jelzi, nem szolgál a cikkben szereplő információk forrásmegjelöléseként.

## További olvasnivaló
- Tisztatér-elv, mint szoftverfejlesztési folyamat alapelve.